# (8403) Minorushimizu
(8403) Minorushimizu (1994 JG) – planetoida z pasa głównego asteroid okrążająca Słońce w ciągu 5,2 lat w średniej odległości 3 au. Odkryta 6 maja 1994 roku.